# 荒川修作
荒川 修作（あらかわ しゅうさく、1936年〈昭和11年〉7月6日 - 2010年〈平成22年〉5月19日）は、日本の美術家である。愛知県名古屋市出身。

## 略歴

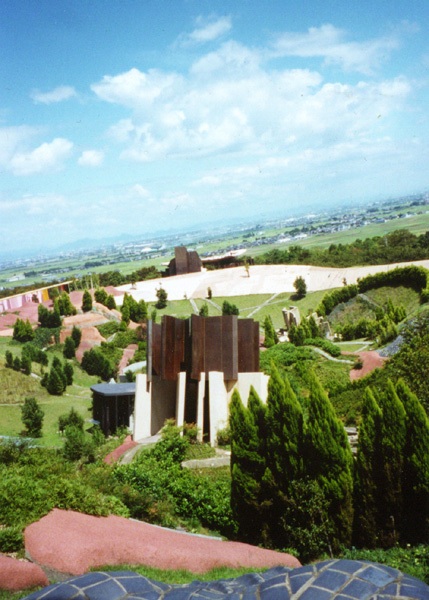
養老天命反転地

1936年、名古屋市に生まれる。生家はうどん屋。愛知県立旭丘高等学校美術科卒業で元ロサンゼルス在住の現代石彫家、国島征二と同窓だった。武蔵野美術学校中退。1957年、読売アンデパンダン展に初出品し、1960年、ネオ・ダダイズム・オルガナイザーズの結成に参加。1961年、渡米し、滝口修造の仲介でマルセル・デュシャンに会い以後ニューヨークを拠点に活動を続けた。渡米後、マドリン・ギンズと知り合い1962年頃から共同制作を始める。1970年、ヴェネツィア・ビエンナーレで代表作となる『意味のメカニズム』を発表。1972年、同作のドイツでの巡回展示を見た物理学者ヴェルナー・ハイゼンベルクから賞賛され、ギンズとともにマックス・プランク研究所に招待をうける。また同年、ミュンヘンオリンピックのポスターをデザインした。
1982年、紺綬褒章受章、1986年、フランス文芸シュヴァリエ勲章受章、2003年、紫綬褒章受章など内外でその活躍が認められている。1997年、グッゲンハイム美術館で日本人としては初の個展を開催している。
初期には棺桶に入ったオブジェのような奇怪な作品を作っていたが渡米してからは画面に図形、文字、矢印などを描き込んだ「図形絵画」と呼ばれる一連の作品を制作する。「意味のメカニズム」においては書込まれた言葉と図像や貼付けられた既製品の物体などによって鑑賞者に身体と認識における試行や行動を促すに至るまでその「図形絵画」を発展させ、従来の「美術作品」の位置を逸脱し見る側が作られる場所の制作へ向かう。ギンズとの共同制作は書籍の著作でも並行され、「死なないために」（リブロポート）他、多数が複数の言語で出版されている。
1990年代以降は、人間の自律的な行動の環境に直接的に影響を与える建物や庭園のようなものを建築する活動が目立った。1994年、奈義町現代美術館（岡山県）に 磯崎新とのコラボレーションによる「遍在の場･奈義の龍安寺・建築する身体」を製作。1995年、岐阜県養老町にテーマパーク「養老天命反転地」を建設。公園の特殊な構造から入園者に怪我人が相次いだが荒川は「案外少ないな」と平然としていた。2005年、養老のような空間で日常生活を営めるようにと東京都三鷹市に「三鷹天命反転住宅～In Memory of Helen Keller～」を建造・販売。2008年、ニューヨーク、イースト･ハンプトンに「バイオスクリーブ・ハウス」を完成。様々な建築さらには都市規模の変革プロジェクトを提示した。通常の美術家・芸術家の概念では捉え切ることができなくなった自身の活動領域を「コーデノロジスト」と称した。
世界の著名な哲学者や分子生物学者に注目され2005年にはパリ第10大学で、2008年にはペンシルベニア大学で荒川修作+マドリン・ギンズをめぐる国際カンファレンスが開催。国内の諸々の講演会等においては宮崎駿、養老孟司、茂木健一郎、利根川進他、多くの分野の人々との場において芸術・科学・哲学などにわたる自身の深遠な知見に基づき際立って独特な印象を残す言い回しで語りかけた。近年ではテレビ・雑誌・webなどのメディアへの登場も少なくなく、出身小学校で授業を行うNHKの教育番組『課外授業 ようこそ先輩』に出演した際は、本人の記憶違いから出身校の名古屋市立御劔小学校ではなく同市立瑞穂小学校で収録が行われたが、局を批判する声にも「非難する方がおかしい。私は自分の名前もよく忘れる。」と意に介さなかった。
2010年5月19日、ニューヨーク市内の病院にて死去。73歳没。旭日小綬章。また、2014年1月8日、妻のマドリン・ギンズが死去。
日本時間の2021年7月6日、Google Doodleで彼の作品「三鷹天命反転住宅」のイラストが紹介された。

## 代表作品（建築作品）
- 「遍在の場・奈義の龍安寺・建築する身体」（1994年、岡山県奈義町、奈義町現代美術館）
- 「養老天命反転地」（1995年、岐阜県養老町）
- 「志段味循環型モデル住宅」（2005年、愛知県名古屋市）
- 「三鷹天命反転住宅　In Memory of Helen Keller」（2005年、東京都三鷹市）
- 「バイオスクリーブ・ハウス」（2008年、ニューヨーク、イースト･ハンプトン）
- 「Biotopological Scale-Juggling Escalator」(2013)  - パートナーのマドリン・ギンズによる制作 (ニューヨーク, マンハッタン / Dover Street Market New York 店内)

## 著作
- 『荒川修作の世界・意味のメカニズム』マドリン・ギンス共著、国立国際美術館、1979年
- 『意味のメカニズム』ドイツ語版、マドリン・ギンス共著、1971年
  - 日本語版、訳・監修市川浩、リブロポート、1988年、ISBN 4-8457-0331-9
- 『死なないために』フランス語版、マドリン・ギンス共著、1987年
  - 日本語版、リブロポート、1988年、ISBN 4-8457-0332-7
- 『建築-宿命反転の場-アウシュヴィッツ - 広島以降の建築的実験』水声社、1995年、ISBN 4-89176-307-8
- 『生命の建築―荒川修作・藤井博巳対談集』水声社、1999年、ISBN 4-89176-380-9
- 『建築する身体-人間を超えていくために』春秋社、2004年、ISBN 4-393-95503-X
- 『死ぬのは法律違反です-死に抗する建築』春秋社、2007年、ISBN 978-4-393-33273-3
- 『幽霊の真理―絶対自由に向かうために』小林康夫との対話集、水声社、2015年、ISBN 978-4-8010-0088-9

## 関連書籍
- 荒川修作の“死に抗う建築” 水声通信 no.1（水声社 2005年）
- “荒川修作の軌跡と奇跡” 塚原史 著（NTT出版 2009年）
- “二〇世紀アヴァンギャルドと文明の転換――コロンブス、プリミティヴ・アート、そしてアラカワへ” 大平 具彦 著（人文書院 2009年）

## ドキュメンタリー映画
- 山岡信貴 「死なない子供、荒川修作」（アルゴ・ピクチャーズ、2010年）

## 関連人物
- 磯崎新
- 赤瀬川原平
- 河本英夫
- 吉村益信